# 高田京子 (ライター)
高田 京子（たかだ きょうこ、1960年 - ）は、日本の旅行ライター。神奈川県出身。早稲田大学卒業。

## 著書
- ある日突然、お遍路さん（JTB、2001年）ISBN 978-4533035791
- 台湾温泉天国（新潮社、2002年）ISBN 978-4102901441 ※清澤謙一との共著
- ニッポン最古巡礼（新潮社、2007年）ISBN 978-4106102318 ※清澤謙一との共著